# Принцип Дирихле (математическая физика)
В математической физике при́нцип Дирихле́ относится к теории потенциала и формулируется следующим образом: если функция u(x) есть решение уравнения Пуассона:
{\displaystyle \Delta u+f=0}
в области {\displaystyle \Omega \subset \mathbb {R} ^{n}} с граничным условием {\displaystyle u=g} на границе {\displaystyle \Omega }, то u может быть найдена как решение вариационной задачи: найти минимум
{\displaystyle E[v(x)]=\int _{\Omega }\left({\frac {1}{2}}|\nabla v|^{2}-vf\right)\,\mathrm {d} x}
среди всех дважды дифференцируемых функций {\displaystyle v} таких, что {\displaystyle v=g} на границе {\displaystyle \Omega }.
Данное утверждение сформулировал (но не доказал) немецкий математик Дирихле. Карл Вейерштрасс показал, что в некоторых ситуациях принцип Дирихле неверен; позднее условия его применения уточнили Бернгард Риман, Анри Пуанкаре, Давид Гильберт и другие математики.